# Viggo Brun
 Denne artikel bør gennemlæses af en person med fagkendskab for at sikre den faglige korrekthed.

Viggo Brun (født 13. oktober 1885, Lier, død 15. august 1978, Drøbak) var en norsk matematiker.
Han studerede ved Universitetet i Oslo og begyndte i 1910 at forske på universitet i Göttingen. I 1913 blev Viggo Brun professor på det tekniske universitet i Trondheim og i 1946 professor på Universitet i Oslo. Han fratrådte i 1955 i en alder af 70 år.

I 1915 introducerede han en ny metode, baseret på Legendres version af Eratosthenes' si, nu kendt som Bruns si (en), som kunne bruges til at studere problemer som Goldbachs formodning og formodningen om uendelige mange primtalstvillinger. Han brugte metoden til at vise, at der eksisterer uendelige mange heltal n sådan at n og n+2 har højest 9 primtalsfaktorer; og at alle lige heltal er summen af to heltal der hver har højest 9 primtalsfaktorer. Han viste også, at summen af de reciprokke værdier af tvillingeprimtallene konvergerer mod en endelig værdi, som nu kaldes Bruns konstant: i modsætning til summen af de reciprokke værdier af primtallene, der divergerer. Viggo Brun udviklede en multidimensionel kædebrøksalgoritme i 1919/20 og gjorde det anvendelig i problemer indenfor musikteori.